# Bancamiga
Bancamiga es una entidad financiera de Venezuela catalogada como Banco Universal, creada en el 2007 y presidida por Ariel José Martínez. Es el octavo banco más grande de Venezuela y, de acuerdo a sus reportes de 2023, su cartera crediticia es de 1 mil 400 millones de dólares.
En 2024, luego de la detención de sus accionistas principales (los hermanos Daniel José, Levin Salvatore y Carmelo De Grazia Suárez) por su vinculación en el caso PDVSA Cripto, la entidad pasa a ser controlada por José Simón Elarba, un empresario propietario de la empresa Fospuca y el Colegio Jefferson; y que había servido de intermediario entre varias empresas chinas que buscaban hacer negocios con el gobierno de Nicolás Maduro.

## Historia

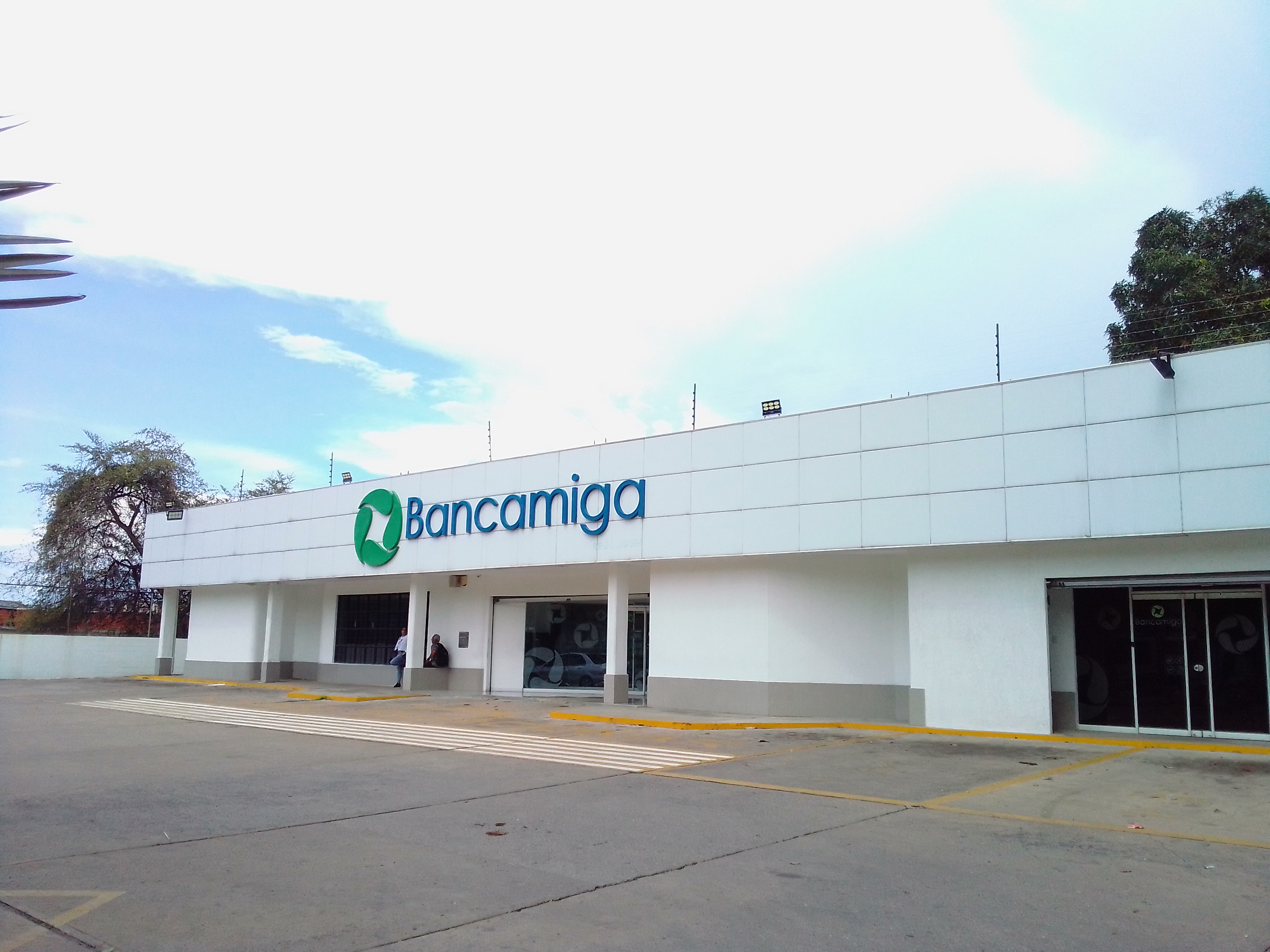
Sede de Bancamiga en Puerto La Cruz

El banco fue fundado en 2007 como un banco de desarrollo y en el 2010 se reorientó como banco microfinanciero.En el 2015 tras la llegada de nuevos accionistas, pasó de tener un capital de unos 3,5 millones a 25,5 millones de dólares.Este aumento de capital fue aprobado por ministerio de Economía y Finanzas en 2016 y un año después la Superintendencia de las Instituciones del Sector Bancario de Venezuela (Sudebán) dio su aprobación para que pasara de ser un banco microfinanciero a un banco universal.
En el 2018 el banco adquirió los activos y pasivos de la filial venezolana del Novo Banco, vinculada con casos de sobornos de Odebrecht en Venezuela y corrupción gubernamental. Entre los activos que adquirió se incluían la sede del banco en Caracas y una torre de oficinas.
A pesar de la crisis económica venezolana, la hiperinflación y la imposición de sanciones internacionales que afectó a diversas instituciones bancarias del país, Bancamiga fue uno de los bancos que mantuvo un crecimiento sostenido durante estos años.El banco pasó del puesto 23 al 7 en cuanto a cantidad de activos, además fue el tercer banco con mayor captación de moneda extranjera, superando a otros bancos del país como el Provincial, Bancaribe y Banesco.
Para el 2021 mientras que varios bancos cerraron algunas de sus sucursales por la crisis económica, Bancamiga había abierto cerca de 30, una de ellas en el Hipódromo La Rinconada que contó con la aprobación del Instituto Nacional de Hipódromos (INH). Ese mismo año el banco fue inscrito en el Registro Nacional de Valores con la autorización de la Superintendencia Nacional de Valores (Sunaval).
En el 2023 contaba con más de un millón de cuentas abiertas y ofrecía diversos productos que iban desde créditos en divisas y tarjetas de débito en dólares, y para el 2024 fue considerado el sexto banco privado más importante de Venezuela, con un total de 6,4% de depósitos bancarios del país.
El rápido crecimiento de la institución bancaria y la situación política y económica del país generó varias investigaciones sobre sus actividades. El repentino crecimiento del banco desde 2015 coincidió con la llegada del empresario José Esteban Chacín Bello como uno de sus principales accionistas.
Chacín Bello era primo del empresario Samark López Bello, quien fue sancionado en 2017 por la Oficina de Control de Activos Extranjeros (OFAC) de Estados Unidos por ser el presunto testaferro de Tarek El Aissami, entonces vicepresidente de Venezuela. Lo que provocó especulaciones por los presuntos vínculos entre el banco y sectores gubernamentales.
Tras la filtración de los Pandora Papers por el Consorcio Internacional de Periodistas de Investigación se demostró que Chacín Bello y el contador argentino Ariel José Martínez Coujil, quien llegó a ejercer de presidente del banco, mantenían relaciones con varias empresas de Samark López acusadas de lavado de dinero. Aunque estos vínculos fueron negados por el banco y López mencionó que las relaciones laborales con su primo duraron hasta 2016.
Carmelo De Grazia, otro de los principales accionistas del banco, había sido accionista de la casa de corretaje panameña Intersecurities International Inc.Esta empresa había estado involucrada en transacciones millonarias con varias instituciones bancarias como JP Morgan Chase en 2014.Estas transacciones fueron reportadas por JP Morgan Chase al Departamento del Tesoro de Estados Unidos, ya que se pensaba que estas podrían estar relacionadas con el mercado negro de divisas de Venezuela.
En 2024 tras las investigaciones por el caso PDVSA-Cripto que produjeron las detenciones de Tarek El Aissami y Samark López, también fueron detenidos tres de los principales accionistas de banco por estar involucrados en la trama de corrupción. Los detenidos fueron los hermanos Daniel José, Levin Salvatore y Carmelo De Grazia Suárez. Los tres fueron imputados por traición a la patria, legitimación de capitales, asociación para delinquir, provecho o distracción de dinero, valores o bienes públicos y otros delitos.
Los directivos mantenían vínculos con el empresario Samark López quien era financista del banco y testaferro del ministro de petróleo, Tareck El Aissami.Según las investigaciones, los empresarios que hacían negocios fraudulentos con PDVSA guardaban sus divisas en Bancamiga. Además el presidente de Bancamiga, Carmelo De Grazia, recibió facturas de buques con petróleo crudo que revendió a un precio superior, mientras que Samark López controlaba las operaciones en el banco por lo que facilitaba que este ofreciera productos internacionales y locales en divisas.
Tras la detención de los accionistas, la Superintendencia de las Instituciones del Sector Bancario de Venezuela (Sudebán) informó que el banco operaba con normalidad y que realizaría un «acompañamiento y seguimiento» de sus operaciones, aunque el banco no fue formalmente intervenido.
Meses después de la detención de los accionistas, el empresario y abogado José Simón Elarba obtuvo una importante participación accionaria en el banco.Elarba ya había sido investigado en el 2014 por el Departamento del Tesoro de los Estados Unidos por recibir transacciones de jurisdicciones desconocidas.Tras la publicación de los Pandora Papers se reveló que la empresa china ZTE Corporation le pagó 13 millones de dólares para que intermediara y lograra contratos con la empresa pública venezolana Cantv.